# 第十管區海上保安本部
第十管區海上保安本部（英語：Japan 10th Regional Coast Guard Headquarters，簡稱為十管或十管本部）為日本海上保安廳管區海上保安本部隸下之地區海上保安本部，主要管轄在日本九州地方之東海、八代海、太平洋及熊本縣、宮崎縣、鹿兒島縣等區域。
第十管區海上保安本部駐地在鹿兒島縣鹿兒島市東郡元町，屬下有海上保安部5所、海上保安署・分室7所、航空基地1所以及情報通信管理中心1所。

## 概要
第十管區内有超過900個離島，範圍甚大，所以居民在生活方面經常用上船舶。而且由於該地區氣候温暖，潛水與釣魚等之海上休閒與海上運動非常受歡迎，海難事件也相對較多，因此海難救助服務十分重要。
另一方面，連結日本與東南亞的「海上通道」（Sea Lane）航路經常有中華人民共和國的船舶由大隅海峽經此國際海峡進出太平洋，而且該海域曾發生奄美大島海戰，因此警備服務的體制架構已經擴充以應付需求。

## 關連年表
- 1962年1月1日：新設第十管區海上保安本部。管轄地域自第7管區分割出來，包含熊本縣、宮崎縣、鹿兒島縣及其周邊海域（有明海除外）。
- 2007年（平成19年）4月1日：
  - 名瀬海上保安部改稱為奄美海上保安部。
  - 油津海上保安部改稱為宮崎海上保安部。
  - 牛深海上保安署改稱為天草海上保安署。
  - 山川海上保安署改稱為指宿海上保安署。
- 2019年5月14日搬遷

## 組織
- 第十管區海上保安本部（鹿兒島縣鹿兒島市東郡元町4-1（鹿兒島第2地方合同廳舎））
  - 第十管區海上保安本部海洋情報部（鹿兒島縣鹿兒島市東郡元町[4-1（鹿兒島第2地方合同廳舎））
  - 鹿兒島海上保安部（鹿兒島縣鹿兒島市泉町18-2-50（鹿兒島港灣合同廳舎））
    - 指宿海上保安署（鹿兒島縣指宿市山川町福元6713）
    - 喜入海上保安署（鹿兒島縣鹿兒島市喜入中名町1000-28（喜入港灣合同廳舎））
    - 志布志海上保安署（鹿兒島縣志布志市志布志町志布志3260（志布志港灣合同廳舎））

  - 串木野海上保安部（鹿兒島縣市來串木野市浦和町54-1）
  - 奄美海上保安部（鹿兒島縣奄美市入舟町22-1（名瀬港灣合同廳舎））
    - 古仁屋海上保安署（鹿兒島縣大島郡瀨戶內町大字古仁屋字船津）

  - 熊本海上保安部（熊本縣宇城市三角町三角浦1160-20（三角港灣合同廳舎））
    - 天草海上保安署（熊本縣天草市牛深町286）
    - 八代分室（熊本縣八代市港町139）

  - 宮崎海上保安部（宮崎縣日南市油津4-12-1（油津港灣合同廳舎））
    - 細島海上保安署（宮崎縣日向市日知屋字堀川16847-5（細島港灣合同廳舎））

  - 第十管區情報通信管理中心（鹿兒島縣鹿兒島市東郡元町4-1（鹿兒島第2地方合同廳舎））
  - 鹿兒島航空基地（鹿兒島縣霧島市溝邊町麓曲迫276-2（鹿兒島機場））

### 歷任本部長
| 任次 | 姓名     | 任期   | 前職 | 後職 | 備註 |
| ---- | -------- | ------ | ---- | ---- | ---- |
| 現任 | 澤井弘保 | 2011年 |      |      |      |

## 主要的船艇・飛機

### 巡視船・巡視艇
十管計有27艘巡視船、巡視艇及各式船艇、噸位由5噸至3100噸不等。所有巡視船裝設了動態定位系統，方便準確地在海上定位。

#### 第十管區海上保安本部海洋情報部所屬
停泊於鹿兒島港基地。
- HS22 いそしお（磯塩；Isoshio） 測量船

#### 鹿兒島海上保安部所屬
停泊於鹿兒島港基地。
- PLH31 しきしま（敷島；Shikishima，敷島型巡視船（日语：しきしま型巡視船）第1艘）
  - 可搭載歐直AS332超級美洲獅直升機2部
- PLH33 れいめい（黎明；Reimei，黎明型巡視船（日语：れいめい型巡視船）第1艘）
  - 可搭載歐直EC225超級美洲獅直升機2部
- PLH34 あかつき（曉；Akatsuki，黎明型巡視船（日语：れいめい型巡視船）第2艘）
  - 可搭載歐直EC225超級美洲獅直升機2部
- PLH42 しゅんこう（春光；Shunkou，春光型巡視船（日语：しゅんこう型巡視船）第1艘）
  - 可搭載歐直EC225超級美洲獅直升機2部
- PLH43 あさなぎ（朝凪；Asanagi，春光型巡視船（日语：しゅんこう型巡視船）第2艘）
  - 可搭載歐直EC225超級美洲獅直升機2部
- PLH44 ゆみはり（弓張；Yumihari，春光型巡視船（日语：しゅんこう型巡視船）第3艘）
  - 可搭載歐直EC225超級美洲獅直升機2部
- PLH03 おおすみ（大隅；Oosumi，津輕型巡視船（日语：つがる型巡視船））（註：該巡視船於2019年12月25日調往橫濱第三管區海上保安本部）
  - 可搭載MH540型直昇機
- PLH04 はやと（隼人；Hayado，津輕型巡視船（日语：つがる型巡視船））
  - 可搭載MH550型直昇機
- PL52 あかいし（赤石；Akaishi，飛驒型巡視船（日语：ひだ型巡視船））
  - 高速高機能型巡視船
- PL07 さつま（薩摩；Satsuma，男鹿型巡視船（日语：おじか型巡視船））
  - 救難強化巡視船
- PL123 こしき（甑；Koshiki，知床型巡視船（日语：しれとこ型巡視船））
  - 警備實施強化巡視船 [3][4]
- CL47 さつかぜ（薩風；Satsukaze）港灣周邊海域巡視艇[5]
- CL244 はまゆう（濱木綿；Hamayuu） 港灣周邊海域巡視艇[6]
- LM101 ずいうん（瑞雲；Zuiun） LM44.5m中型燈塔運補船（Light-House Service Vessel Medium LM 44.5-meter type）

##### 指宿海上保安署所屬
停泊於指宿市指宿港基地。
- PM14 せんだい（仙台；Sendai） 救難強化巡視船

##### 喜入海上保安署所屬
停泊於喜入町喜入港基地。
- CL17 さたかぜ（佐多風；Sadakaze） 港灣周邊海域巡視艇

##### 志布志海上保安署所屬
停泊於志布志市志布志港基地。
- CL80 はつぎく（初菊；Hatsugiku） 港灣周邊海域巡視艇

#### 串木野海上保安部所屬
停泊於串木野市串木野港基地。
- PM21 とから（吐噶喇；Tokara） 警備實施強化巡視船

#### 奄美海上保安部所屬
停泊於名瀨市名瀨港基地。
- PS204 かいもん（開聞；Kaimon；劍型巡視船） 警備實施強化巡視船
- PC217 いそなみ（磯波；Isonami） 港灣周邊海域巡視艇
- CL92 はるかぜ（春風；Harukaze） 港灣周邊海域巡視艇

##### 古仁屋海上保安署所屬
停泊於古仁屋古仁屋港基地。
- CL93 ほしかぜ（星風；Hoshikaze） 港灣周邊海域巡視艇
- SS45 ぱるさあ（波霎；Parusaa） 監視取締艇

#### 熊本海上保安部所屬
停泊於三角町三角港基地。
- CL124 ひごかぜ（肥後風；Higokaze） 港灣周邊海域巡視艇
- CL34 くまかぜ（熊風；Kumakaze） 港灣周邊海域巡視艇
- SS72 へらくれす（赫剌克勒斯；Herakuresu） 監視取締艇

##### 天草海上保安署所屬
停泊於牛深市牛深港基地。
- PC101 あそぎり（阿蘇霧；Asogiri） 港灣周邊海域巡視艇[7]

##### 熊本海上保安部八代分室所屬
停泊於八代市八代港基地。
- CL102 なつかぜ（夏風；Natsukaze） 港灣周邊海域巡視艇

#### 宮崎海上保安部所屬
停泊於日南市油津港基地。
- PS04 きりしま（霧島；Kirishima；180噸；43m） 警備實施強化巡視船[8]（船名由来「霧島山」）
- CL119 さつき（皐月；Satsuki；26噸；20m） 港灣周邊海域巡視艇
  - 船名由来「皐月（サツキ）」

##### 細島海上保安署所屬
停泊於日向市細島港基地，計有2艘。
- PS107 たかちほ（高千穗；Takachiho；130噸；35m） 警備實施強化巡視船（船名由来「高千穂の峰」）
- CL157 ほこかぜ（矛風；Hokokaze；26噸；20m） 港灣周邊海域巡視艇（船名由来「日向御鉾ヶ浦」）

### 航機
第十一管區共管有飛機4架及直昇機5架。

#### 十管本部所屬
- Bell 212
  - MH540 きんこう（金剛；Kinkou，JA9540）
    - PLH03 巡視船之搭載直昇機

  - MH550 はやたか（早鷹；Hayataka，JA9550）
    - PLH04 巡視船之搭載直昇機

#### 鹿兒島航空基地所屬
停駐於鹿兒島航空基地。
- 4架飛機：
  - Beechcraft
    - MA861 あじさし（鯵刺；Ajisashi）
    - MA833 さくらじま（櫻島；Sakurajima）

  - 薩博340B（MA861及MA833之代替機）：
    - MA951 うみつばめ（海燕-1；Umitsubame-1）
    - MA952 うみつばめ（海燕-2；Umitsubame-2）
- 3架直昇機：
  - Bell 412EP：
    - MH796 るりかけす（瑠璃懸巢-1；Rurikakesu-1，JA6796）
    - MH907 るりかけす（瑠璃懸巢-2；Rurikakesu-2，JA907A）

  - AW139
    - MH962 まなづる（真鶴；Manazuru，JA962A）

## 註解
1. ↑  .   [2008-06-15]. （原始内容存档于2016-03-05）.
2. ↑  中央社,"距釣魚台12.8浬 中日對峙"[永久],自由時報,2010年9月22日（星期三）/16:45.
3. ↑  . 讀賣新聞. 2008-06-10  [2008-06-15].[永久]
4. ↑  . 讀賣新聞. 2008-06-15  [2008-06-15]. （原始内容存档于2008-06-18）.
5. ↑  . ASA-Pの艦船撮影記. 2008-04-26  [2008-06-16].
6. ↑  . 巡視艇CL244. 2008-06-16  [2008-06-16]. （原始内容存档于2015-05-08）.
7. ↑  . あそぎりPC101. 2008-11-17  [2008-11-17]. （原始内容存档于2016-03-04）.
8. ↑  6rbtata.com,"巡視船 きりしま"[永久],2008.

## 關連項目
- 釣魚臺列嶼主權問題
- 海上保安廳船艇列表